# Henri Ulver
Henri Ulwer dit Ulver est un résistant puis homme politique français, né à Paris le 24 mars 1901, il est décédé le 31 décembre 1962 dans sa ville natale.

## Biographie
Pendant la seconde guerre mondiale, il est membre du réseau de résistance Béarn.
Il est fait chevalier de la Légion d'Honneur le 2 novembre 1945 puis officier le 7 avril 1955
Il est député RPF puis URAS de la Seine de 1951 à 1956. Il est secrétaire d'État au Budget des gouvernements Joseph Laniel (du 2 juillet 1953 au 18 juin 1954), puis du gouvernement Pierre Mendès France (du 19 juin au 3 septembre 1954), puis ministre du Commerce et de l’Industrie dans ce dernier gouvernement (du 3 septembre 1954 au 20 janvier 1955).
Georgette Elgey signale dans La République des tourmentes (Fayard) qu'Henri Ulver a décidé, en septembre 1953, une majoration automatique des pénalités en cas de fraude si la bonne foi du commerçant et artisan n'est pas prouvée. « C'est un merveilleux tremplin pour le mouvement Poujade » relève-t-elle.

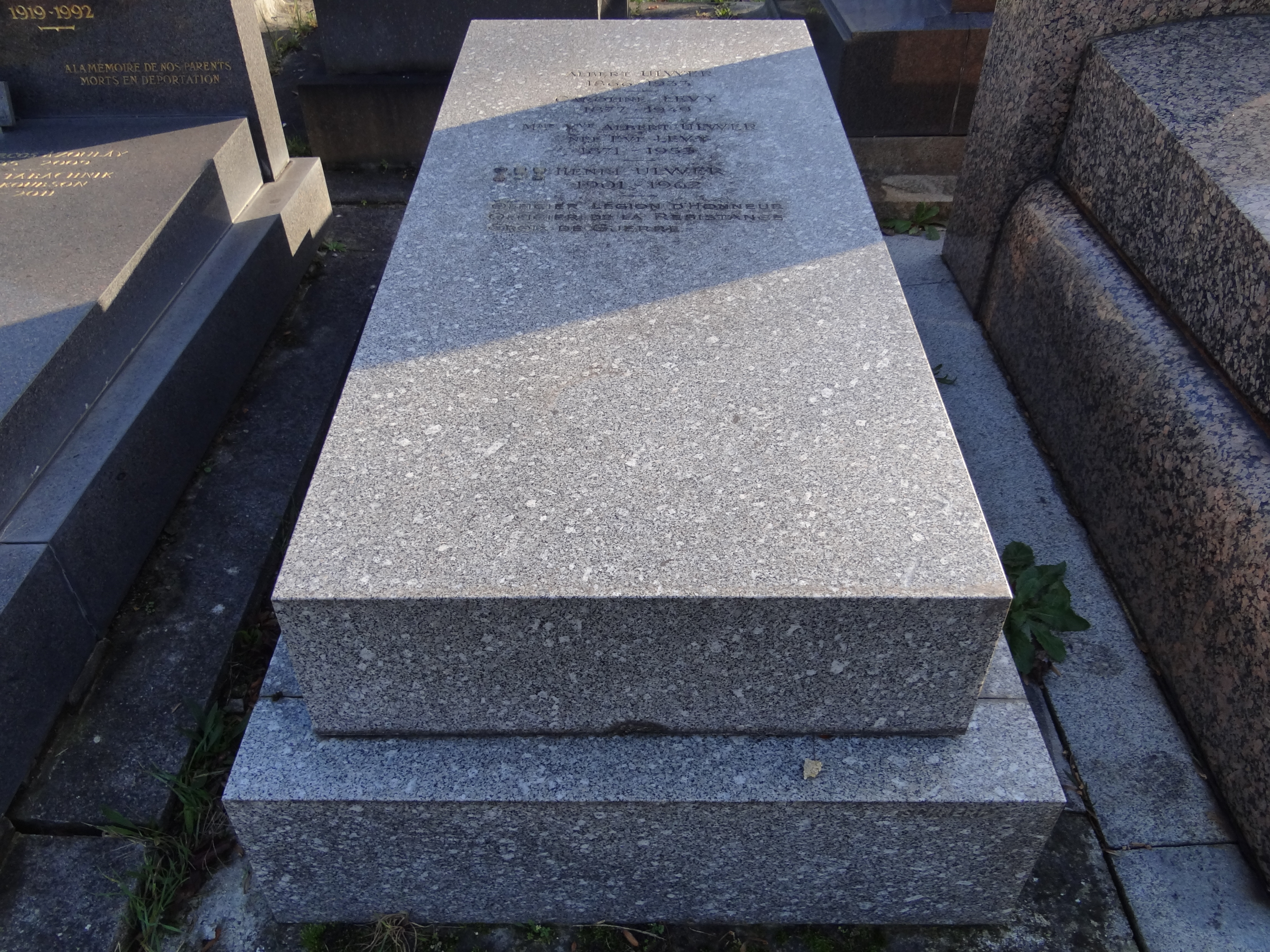
La tombe d'Henri Ulver au cimetière parisien de Pantin (Seine-Saint-Denis).

Il est inhumé dans le caveau familial dans la 34ème division du cimetière parisien de Pantin.